# Царевич, Лазар
Лазар Царевич (серб. Лазар Царевић; род. 16 марта 1999, Цетине) — черногорский футболист, вратарь клуба «Воеводина» и национальной сборной Черногории.

## Клубная карьера
Родился 16 марта 1999 года в городе Цетине в семье Марко Царевича — черногорского политика и бизнесмена, мэра города Будва и президента клуба «Грбаль» (с 2007 по 2018 год).
Лазар Царевич — воспитанник «Грбаля». В сезоне 2014/15 его начали подключать к играм за основной состав. В чемпионате Черногории он дебютировал в 16-летнем возрасте — 25 апреля 2015 года в матче против «Рудара» (0:2). Уже в следующем сезоне Царевич стал основным вратарём команды. Вместе с «Граблем» дошёл до финала Кубка Черногории сезона 2016/17, где его команда уступила «Сутьеске» (0:1). С 2014 по 2016 год тренировался под руководством Срджана Солдатовича, который являлся тренером вратарей в клубе.
В мае 2017 года, через два месяца после своего 18-летия, подписал контракт с испанской «Барселоной». Первый сезон в «Барселоне» провёл в юношеской команде до 19 лет. Принимал участие в Юношеской лиге УЕФА. С сезона 2018/19 — игрок «Барселоны B». Дебют в составе команды состоялся 16 сентября 2018 года в матче Сегунды Б против «Пералады» (0:0). Летом 2020 года футболист продлил контракт с «Барселоной» на три года с оговоркой о выкупе соглашения вратаря за 100 миллионов евро. 6 ноября 2021 года он впервые оказался на скамейке запасных основного состава «Барселоны» в матче с «Сельтой» (3:3) из-за болезни вратаря Нето.

## Карьера в сборной
Выступал за юношеские сборные Черногории до 17 (2014—2016) и до 19 лет (2016—2018). С 2016 года являлся игроком молодёжной сборной Черногории до 21 года.

## Достижения
- Финалист Кубка Черногории: 2016/17